# 维多利亚海峡
维多利亚海峡（英語：Victoria Strait）位于加拿大西北地区，维多利亚岛与威廉王岛之间，长约160公里，宽约80～130公里，南与毛德王后湾相通，北连麦克林托克海峡和富兰克林海峡，在海峡南端出口有皇家地理学会岛和詹尼·林德岛。
1845年，英国探险家约翰·富兰克林率领的一支129人组成的探险队在寻找西北航道时，被困于威廉王岛西北的维多利亚海峡中，所有人员全部丧生。